# Yuki Okubo
Yuki Okubo (大久保 裕樹 Okubo Yuki?), född 17 april 1984 i Chiba prefektur, är en japansk fotbollsspelare.
Okubo började sin karriär 2003 i Sanfrecce Hiroshima. Efter Sanfrecce Hiroshima spelade han för Kyoto Sanga FC, Tochigi SC, Tokushima Vortis, Matsumoto Yamaga FC och JEF United Chiba. Han avslutade karriären 2017.